# White Fox
White Fox Co., Ltd. (jap. 株式会社 WHITE FOX Kabushiki-gaisha Waito Fokkusu) – japońskie studio zajmujące się animacją i produkcją anime, założone w kwietniu 2007 roku przez Gaku Iwasę. Zostało wydzielone ze studia Oriental Light and Magic.

## Produkcje

### Seriale telewizyjne
| Rok       | Tytuł                                            | Reżyser(zy)                  | Liczba odcinków | Uwagi                                                                     | Przypisy |
| --------- | ------------------------------------------------ | ---------------------------- | --------------- | ------------------------------------------------------------------------- | -------- |
| 2009      | Tears to Tiara                                   | Tomoki Kobayashi             | 26              | Na podstawie taktycznej gry fabularnej dla dorosłych produkcji Leaf.      | [ 4 ]    |
| 2010      | Katanagatari                                     | Keitarō Motonaga             | 12              | Na podstawie light novel autorstwa Nisio Isina.                           | [ 5 ]    |
| 2011      | Steins;Gate                                      | Hiroshi Hamasaki Takuya Satō | 24              | Na podstawie powieści wizualnej produkcji 5pb. i Nitroplus.               | [ 6 ]    |
| 2012      | Jormungand                                       | Keitarō Motonaga             | 12              | Na podstawie mangi autorstwa Keitarō Takahashiego.                        | [ 7 ]    |
| 2012      | Jormungand: Perfect Order                        | Keitarō Motonaga             | 12              | Sequel Jormungand.                                                        | [ 8 ]    |
| 2013      | Hataraku maō-sama!                               | Naoto Hosoda                 | 13              | Na podstawie light novel autorstwa Satoshiego Wagahary.                   | [ 9 ]    |
| 2014      | SoniAni: Super Sonico The Animation              | Kenichi Kawamura             | 12              | Na podstawie postaci z gry wideo produkcji Nitroplus.                     | [ 10 ]   |
| 2014      | Gochūmon wa usagi desu ka?                       | Hiroyuki Hashimoto           | 12              | Na podstawie mangi autorstwa Koi.                                         | [ 11 ]   |
| 2014      | Akame ga Kill!                                   | Tomoki Kobayashi             | 24              | Na podstawie mangi autorstwa Takahiro i Tetsuyi Tashiro.                  | [ 12 ]   |
| 2015      | Utawarerumono: Itsuwari no kamen                 | Keitarō Motonaga             | 25              | Na podstawie taktycznej gry fabularnej produkcji Leaf.                    | [ 13 ]   |
| 2015      | Gochūmon wa usagi desu ka??                      | Hiroyuki Hashimoto           | 12              | Sequel Gochūmon wa usagi desu ka?. We współpracy z Kinema Citrus.         | [ 14 ]   |
| 2016      | Re: Zero – Życie w innym świecie od zera         | Masaharu Watanabe            | 25              | Na podstawie light novel autorstwa Tappeia Nagatsukiego.                  | [ 15 ]   |
| 2016      | Sōshin shōjo Matoi                               | Masayuki Sakoi               | 12              | Własna twórczość.                                                         | [ 16 ]   |
| 2017      | Zero kara hajimeru mahō no sho                   | Tetsuo Hirakawa              | 12              | Na podstawie light novel autorstwa Kakeru Kobashiriego.                   | [ 17 ]   |
| 2017      | Shōjo shūmatsu ryokō                             | Takaharu Ozaki               | 12              | Na podstawie mangi autorstwa Tsukumizu.                                   | [ 18 ]   |
| 2018      | Steins;Gate 0                                    | Kenichi Kawamura             | 23              | Na podstawie powieści wizualnej produkcji 5pb.                            | [ 19 ]   |
| 2018      | Goblin Slayer                                    | Takaharu Ozaki               | 12              | Na podstawie light novel autorstwa Kumo Kagyu.                            | [ 20 ]   |
| 2019      | Arifureta shokugyō de sekai saikyō               | Kinji Yoshimoto              | 13              | Na podstawie light novel autorstwa Ryo Shirakome. We współpracy z Asread. | [ 21 ]   |
| 2019      | Kono yūsha ga ore TUEEE kuse ni shinchō sugiru   | Masayuki Sakoi               | 12              | Na podstawie light novel autorstwa Lighta Tuchihiego.                     | [ 22 ]   |
| 2020–2021 | Re: Zero – Życie w innym świecie od zera sezon 2 | Masaharu Watanabe            | 25              | Sequel Re: Zero – Życie w innym świecie od zera.                          | [ 23 ]   |
| 2022      | Utawarerumono: Futari no hakuoro                 | Kenichi Kawamura             | 28              | Na podstawie taktycznej gry fabularnej produkcji Aquaplus.                | [ 24 ]   |
| 2024      | Sengoku Yōko                                     | Masahiro Aizawa              | 35              | Na podstawie mangi autorstwa Satoshiego Mizukamiego.                      | [ 25 ]   |
| 2024–2025 | Re: Zero – Życie w innym świecie od zera sezon 3 | Masahiro Shinohara           | 16              | Sequel 2. sezonu Re: Zero – Życie w innym świecie od zera.                | [ 26 ]   |

### Filmy
| Rok  | Tytuł                               | Reżyser(zy)                                    | Uwagi                                   | Przypisy |
| ---- | ----------------------------------- | ---------------------------------------------- | --------------------------------------- | -------- |
| 2013 | Steins;Gate: Fuka Ryōiki no Déjà vu | Hiroshi Hamasaki Takuya Satō Kanji Wakabayashi | Sequel Steins;Gate.                     | [ 27 ]   |
| 2018 | Peacemaker Kurogane: Omou-michi     | Shigeru Kimiya                                 | Sequel Peacemaker Kurogane.             | [ 28 ]   |
| 2018 | Peacemaker Kurogane: Yūmei          | Shigeru Kimiya                                 | Sequel Peacemaker Kurogane: Omou-michi. | [ 28 ]   |
| 2020 | Goblin Slayer: Goblin’s Crown       | Takaharu Ozaki                                 | Sequel Goblin Slayer.                   | [ 29 ]   |

### Gry
- Steins;Gate Elite (2018)[30]